# 福岡一文字

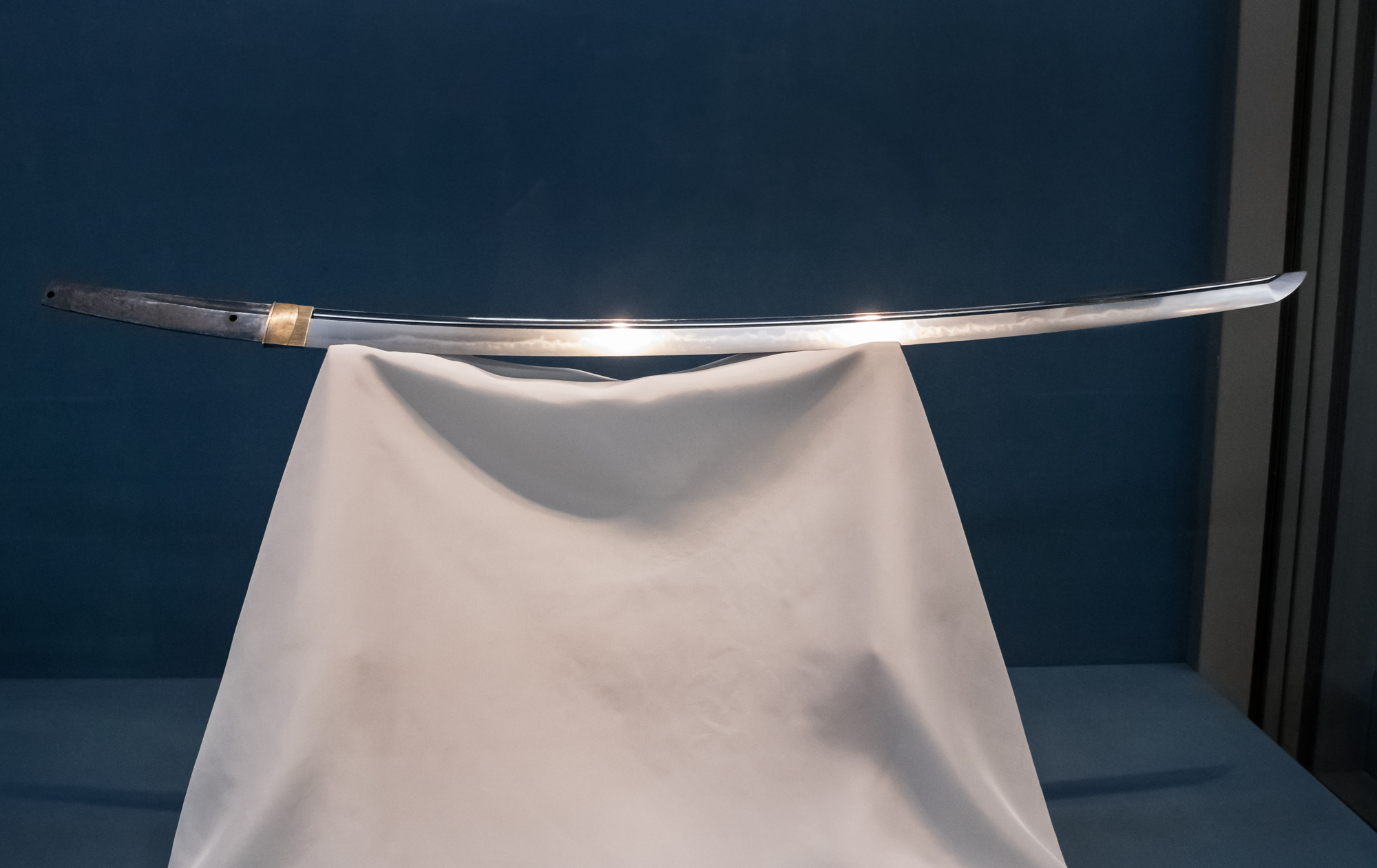
銘「助真」 号「日光助真」（国宝）

福岡一文字（ふくおかいちもんじ）は、鎌倉時代の初期に興った備前国の日本刀刀工の一派で、五箇伝のうち備前伝に属する。

## 一文字一派の概要
岡山県吉井川の東岸にある備前長船福岡の地で起こったのが由来。後鳥羽院番鍛冶を務めたとされる古備前派則宗が福岡一文字派の祖とされている。続いて鎌倉時代末期頃には吉岡一文字が福岡の北方の吉岡の地で興る。岩戸（正中）、片山一文字等、他にも一文字を名乗る一派があるが、通常「一文字」と呼ぶ場合、福岡一文字か吉岡一文字を指す。華やかな匂い出来丁子乱れの刃文が特色で古来より珍重され、国宝に指定されているものが多い。江戸時代以降、現在に至るまで多くの備前伝の刀工が目指している。
『備陽国志』の記述によると戦国時代に吉井川の2度の洪水によって、当時隆盛を極めていた備前長船福岡の刀剣工房は壊滅的な被害を受けたが、横山藤四郎祐定の尽力によって再興した。

## 作風の特徴
- 造り込み - 太刀が多い。例外的に小太刀も存在する。姿は踏ん張りがつき、腰反りが高く、先にいって伏せごころのない、猪首切先となる鎌倉時代中期風の豪壮な太刀姿のものが多い。刃肉よくつき、その形状から蛤刃（はまぐりば）と呼ばれる。
- 地鉄 - 板目肌よく詰み、地沸（じにえ）が細かにつくものが典型的である。大板目が混じるものがあり、これは焼きの高い丁子乱れを焼くための工夫と考えられている。また地の部分に「映り」という一種の影焼きが刃文の乱れに沿って映る。これを「乱れ映り」と呼び、福岡一文字の見所の一つである。
- 刃文 - 初期には古備前派の流れを汲む直刃小丁子乱れが見られたが、最盛期になると鎬地にかかるほど焼きが高く出入がある。大房の「蛙子丁子」、丁子が重なり合った「重花丁子」、地鉄に袋状の飛び焼きが入り、その中で乱れる「袋丁子」が見られる。元に腰刃を焼くものがまま見られ、焼き高く、物打ち辺りでは焼きが低くなる。帽子は乱れ込む。

## 著名刀工及び作品
一文字各派には個名を名乗る者もいるが、無銘の作が比較的多い。また茎（なかご）に「一」の字が符丁のように刻まれたものも存在する。故に、作風から福岡一文字と極められたものが大多数である。また、古来珍重されているため、打刀にすべく室町末期以降に磨上げられてしまったものが多い。名刀が非常に多く、刀剣として備前長船派の次に、福岡一文字一派が国宝に最多指定されている。国宝、重要文化財のなかでもその一部を紹介する。
国宝
- 太刀 無銘 号「山鳥毛」（瀬戸内市蔵） - 刃長79.5cm、反り3.4cm、重量1.06kg。上杉謙信・景勝の愛刀。『上杉家文書』のうち「上杉景勝腰物目録」で「山てうもう」と記載され、景勝公御手選三十五腰の一つ。上杉拵と呼ばれる鍔のない合口式拵が附属する。号の由来は、刃文がまるで山鳥の毛のように乱れていることからだとも、山野が燃えるようだからとも言われる。手元に大きな刃こぼれがあり、実戦でも用いられたのがわかる。無銘だが、日光一文字、道誉一文字と並び一文字中の最高傑作の呼び名が高い。
- 太刀 無銘 名物「日光一文字」（福岡市博物館） - 日光二荒山に奉納されていた太刀を北条早雲が譲り受け、後、黒田家に伝わった。
- 太刀 銘「一」 号「長篠一文字」（法人蔵） - 長篠城を守り抜いた奥平信昌へ織田信長が恩賞として贈る。
- 太刀 銘「則宗」（日枝神社） - 徳川綱吉が幼少時に奉納。
- 太刀 銘「助包」（個人蔵） - 因州池田家伝来。健全無比の名刀として知られる。
- 太刀 銘「吉平」（個人蔵[2]） - 紀州徳川家伝来。銘の上に菊紋の細い毛彫りがある。

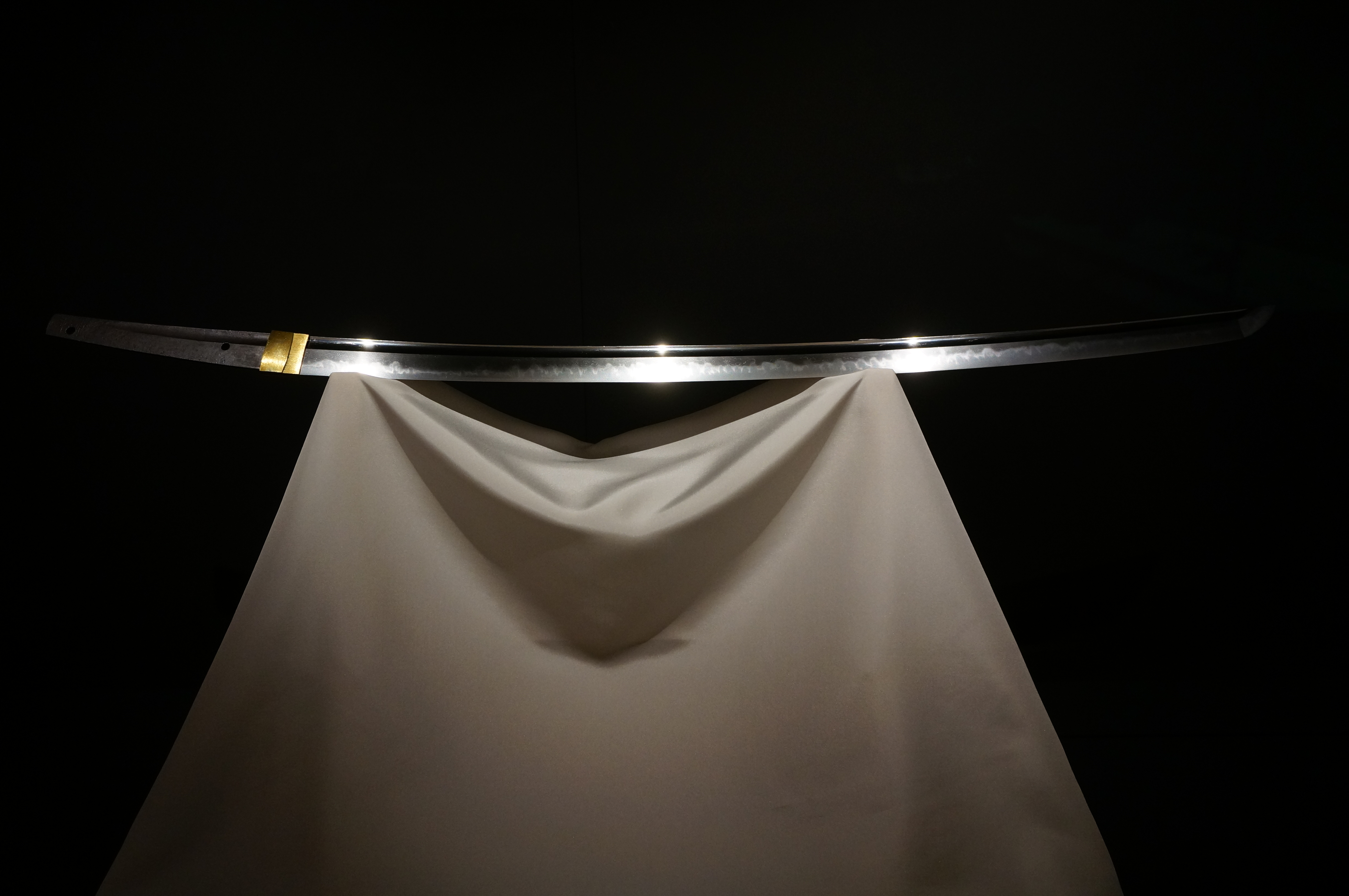
銘「吉房」 号「岡田切」（国宝）

- 太刀 銘「吉房」（東京国立博物館）号「岡田切」 - 号の由来は、織田信雄が豊臣秀吉に内通した疑いにより重臣岡田重孝等を成敗したことから[3]。茎は磨上。
- 太刀 銘「吉房」（東京国立博物館） - 尾張藩家老竹腰家伝来。明治に同家を離れ、明治天皇が買い上げた。茎は磨上げ。
- 太刀 銘「吉房」（岡山・林原美術館） - ほぼ生ぶ茎。伊予西条松平家伝来。
- 太刀 銘「吉房」（広島・ふくやま美術館） - 徳川家綱より徳川将軍家伝来。
- 太刀 銘「吉房」（個人蔵） - 徳川家綱が島津家に下賜。島津家伝来。
- 太刀 銘「則房」 （広島・ふくやま美術館） - 徳川将軍家伝来。則房は吉房、助真と並ぶ名工。刃が常の福岡一文字に比べ逆がかる特徴がある。片山に住んだと伝わり（福岡の隣地、備中片山、諸説あり）、「片山一文字」とも呼ばれる。茎は磨上。
- 刀 無銘「則房」 （九州国立博物館） - 茎が大磨上無銘ながらも、姿、地鉄、逆がかる焼刃の特徴から「則房」と極められた。
- 太刀 銘「助真」 号「日光助真」（日光東照宮） - 加藤清正が徳川家康に献上。日光東照宮筆頭の宝物。家康が好みにあわせて「助真拵」を作らせた。茎は磨上。

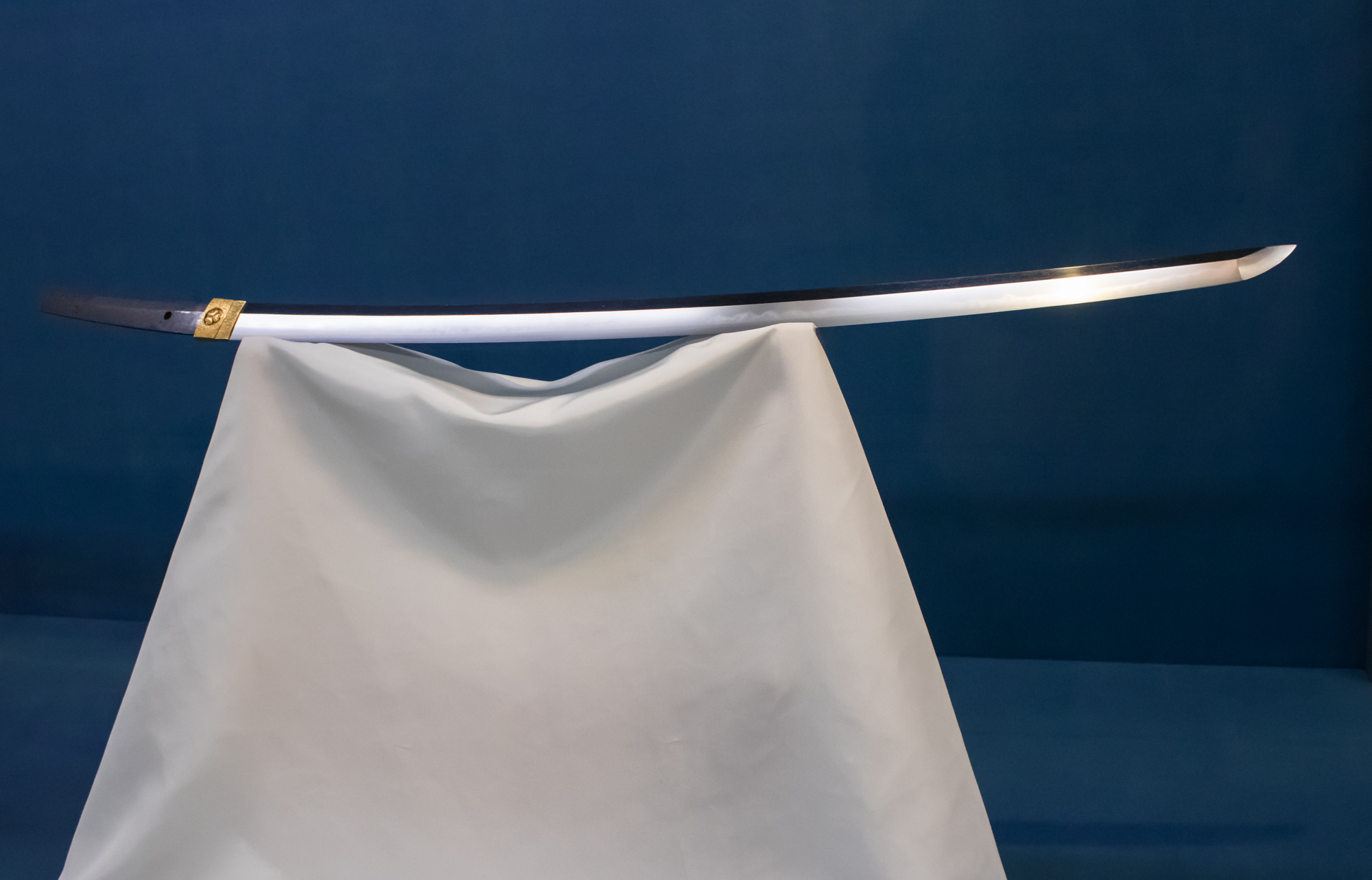
銘「助真」（国宝）

- 太刀 銘「助真」（東京国立博物館）紀州徳川家伝来。茎は磨上。

重要文化財
- 太刀 銘「助宗」（松岬神社） - 上杉景勝の愛刀。革包太刀拵付。「助宗」は則宗の子と言われている。
- 太刀 銘「弘□」（東京国立博物館） - 生茎で銘一字不明。「敵に塩を送る」の返礼として武田信玄が上杉謙信に贈った太刀。
- 太刀 銘「一」 号「姫鶴一文字」（米沢市上杉博物館蔵） - ほぼ生ぶ茎。上杉謙信の愛刀。刃文は「山鳥毛」の如き。号の由来諸説あり。合口拵付。
- 太刀 銘「一」 （福岡市美術館蔵） - 松代藩真田家に伝来した。現在は松永コレクションとして福岡市美術館の所蔵。
- 刀 無銘 名物「南泉一文字」（徳川美術館） - 大磨上。由来は南泉寺に立てかけてあった抜き身に猫が飛びつき真っ二つになった等諸説あり。足利将軍家以来の名刀で、豊臣秀吉・秀頼・徳川家康・尾張義直へと伝わる。
- 太刀 額銘「吉房」（東郷神社） - 東郷平八郎の愛刀。海軍拵付き。大正天皇より下賜。
- 長巻 無銘「則包」拵付　-（上杉神社）上杉景勝の「景勝三十五腰」の一つ。則包は則房と同じく片山一文字の名工。

重要美術品
- 太刀 銘「一」附打刀拵鞘（松帆神社） - 「名刀 菊一文字」（本阿弥光遜折紙） 『官報. 1935年05月20日』。

その他
- 太刀　銘「一」 名物「道誉一文字」（御物） - 南北朝期の武将、佐々木道誉の愛刀[4]。ハバキ下中央に「一」と切りつけられている。明治天皇へ南部家より献上[4]。
- 太刀 銘「則宗」（御物） - 明治天皇が広島行啓、福岡佐賀行啓の際、各々浅野家、黒田家より献上されている。